# Laura Eason
Laura Eason (Evanston, Illinois) es una actriz, autora de teatro, escritora y música estadounidense. Es reconocida por su trabajo como guionista de la serie House of Cards, transmitida por la plataforma Netflix. En 1998 encarnó el personaje de Electra Pollack en el film Since You've Been Gone. Es la autora de la obra teatral Sexo con extraños.